# Liste der Einträge im National Register of Historic Places im Butler County (Alabama)
Die Liste der Registered Historic Places im Butler County in Alabama führt alle Bauwerke und historischen Stätten im Butler County auf, die in das National Register of Historic Places aufgenommen wurden.

## Aktuelle Einträge
| Lfd. Nr. | Name                                                   | Bild | Datum der Eintragung | Adresse/Lage                                                                                                  | Ort        | ID-Nr.   | Beschreibung |
| -------- | ------------------------------------------------------ | ---- | -------------------- | --- | ---------- | -------- | ------------ |
| 1        | Buell-Stallings-Stewart House                          |      | 4. Sep. 1986         | 205 Fort Dale St.                                                                                             | Greenville | 86001752 |              |
| 2        | Butler Chapel A.M.E. Zion Church                       |      | 4. Sep. 1986         | 407 Oglesby                                                                                                   | Greenville | 86001755 |              |
| 3        | Commerce Street Residential Historic District          |      | 28. Aug. 1986        | 206, 212, 218, 301 E. Commerce St.                                                                            | Greenville | 86001967 |              |
| 4        | Confederate Park                                       |      | 4. Sep. 1986         | E. Commerce St.                                                                                               | Greenville | 86001791 |              |
| 5        | Dickenson House                                        |      | 4. Sep. 1986         | 537 S. Conecuh St.                                                                                            | Greenville | 86001794 |              |
| 6        | East Commerce Street Historic District                 |      | 4. Nov. 1986         | grob begrenzt von Cedar, Chestnut, Commerce und Hickory St.                                                   | Greenville | 86001966 |              |
| 7        | Evens-McMullan House                                   |      | 4. Sep. 1986         | 303 Bolling St.                                                                                               | Greenville | 86001797 |              |
| 8        | First Baptist Church                                   |      | 4. Sep. 1986         | 707 South St.                                                                                                 | Greenville | 86001799 |              |
| 9        | First Presbyterian Church                              |      | 4. Sep. 1986         | 215 E. Commerce St.                                                                                           | Greenville | 86001801 |              |
| 10       | Fort Dale-College Street Historic District             |      | 28. Aug. 1986        | grob begrenzt von Ft. Dale, Hamilton und N. College St.                                                       | Greenville | 86001974 |              |
| 11       | Gaston-Perdue House                                    |      | 4. Sep. 1986         | 111 Cedar St.                                                                                                 | Greenville | 86001803 |              |
| 12       | Graydon House                                          |      | 4. Sep. 1986         | 507 Cedar St.                                                                                                 | Greenville | 86001805 |              |
| 13       | Greenville City Hall                                   |      | 4. Nov. 1986         | E. Commerce St.                                                                                               | Greenville | 86001807 |              |
| 14       | Greenville Depot Historic District                     |      | 22. Okt. 1974        | grob begrenzt durch Church St., die Trasse der Bahnstrecke Montgomery–Mobile, Milner und Bolling St.          | Greenville | 74002353 |              |
| 15       | Greenville Public School Complex                       |      | 4. Sep. 1986         | 101 Butler Circle                                                                                             | Greenville | 86001811 |              |
| 16       | Hawthorne-Cowart House                                 |      | 4. Sep. 1986         | 319 Bolling St.                                                                                               | Greenville | 86001853 |              |
| 17       | Hinson House                                           |      | 4. Sep. 1986         | 208 Oliver St.                                                                                                | Greenville | 86001854 |              |
| 18       | House at 308 South Street                              |      | 4. Sep. 1986         | 308 South St.                                                                                                 | Greenville | 86001856 |              |
| 19       | John W. Howard House and Outbuildings                  |      | 4. Sep. 1992         | AL 10E | Greenville | 92001090 |              |
| 20       | King Street Historic District                          |      | 28. Aug. 1986        | grob begrenzt durch W. Commerce, Oliver, Milner und King St.                                                  | Greenville | 86001971 |              |
| 21       | Lane-Kendrick-Sherling House                           |      | 4. Sep. 1986         | 109 Ft. Dale St.                                                                                              | Greenville | 86001858 |              |
| 22       | Little-Stabler House                                   |      | 4. Nov. 1986         | 710 Fort Dale St.                                                                                             | Greenville | 86001861 |              |
| 23       | McMullan-Skinner House                                 |      | 4. Sep. 1986         | 204 Oliver St.                                                                                                | Greenville | 86001865 |              |
| 24       | Oakey Streak Methodist Episcopal Church                |      | 4. Jan. 1980         | abseits der SR 59                                                                                             | Greenville | 80000680 |              |
| 25       | Post Office Historic District                          |      | 4. Nov. 1986         | 100–115 W. Commerce und 101 E. Commerce St.                                                                   | Greenville | 86001968 |              |
| 26       | South Greenville Historic District                     |      | 28. Aug. 1986        | grob begrenzt von Walnut, S. Conecuh, Parmer sowie Church und Harrison und Caldwell St.                       | Greenville | 86001965 |              |
| 27       | South Street Historic District                         |      | 28. Aug. 1986        | grob begrenzt von South, Oliver und McKenzie St.                                                              | Greenville | 86001972 |              |
| 28       | Theological Building-A.M.E. Zion Theological Institute |      | 4. Sep. 1986         | E. Conecuh St.                                                                                                | Greenville | 86001867 |              |
| 29       | W. S. Blackwell House                                  |      | 4. Sep. 1986         | 211 Ft. Dale St.                                                                                              | Greenville | 86001751 |              |
| 30       | Ward Nicholson Corner Store                            |      | 4. Nov. 1986         | 219 W. Parmer                                                                                                 | Greenville | 86001870 |              |
| 31       | West Commerce Street Historic District                 |      | 28. Aug. 1986        | grob begrenzt von W. Commerce, Bolling und Milner Sts. sowie der Trasse der Louisville and Nashville Railroad | Greenville | 86001970 |              |
| 32       | Wright-Kilgore House                                   |      | 4. Sep. 1986         | 808 Walnut St.                                                                                                | Greenville | 86001873 |              |